# ورخلیش
ورخلیش (به لاتین: Werchliś) یک روستا در لهستان است که در گمینا یانوف پودلاسکی واقع شده‌است.